# De tre feudalherrers oprør
De tre feudalherrers oprør var et anti-manchuisk oprør under det tidlige Qing-dynasti i Kina. De tre feudalherrer var tre tidligere Míng-generaler (Shang Zhixin var egentlig Shang Kexis søn) som havde hjulpet manchuerne ind i Kina i 1644, manchuinvasionens sidste år, og var derfor blevet adlet til feudalherrer og gjort til guvernører over store områder i Sydkina. Dette oprør kom, mens manchuerne fortsat indrettede sig efter sin erobring af det meste af Kina i 1644, og var den sidste alvorlige trussel mod manchuernes imperium indtil de store oprør i det 19. århundrede. Oprøret blev efterfulgt af flere år med borgerkrig, som omfattede store dele af Kina.

## De tre feudalherrer
De tre feudalherrer var:
- Wu Sangui som slap manchuerne gennem Den kinesiske mur og hjalp til med at bekæmpe Li Zichengs oprør. Wu blev gjort til guvernør over Yunnan og Guizhou.
- Shang Zhixin, Shang Kexis søn, som blev gjort til guvernør over Guandong.
- Geng Jingzhong, guvernør over Fujian